# Rivadavia Banda Sur
Rivadavia Banda Sur é um município da província de Salta, Argentina.